# Helmut Metzner (Politiker)

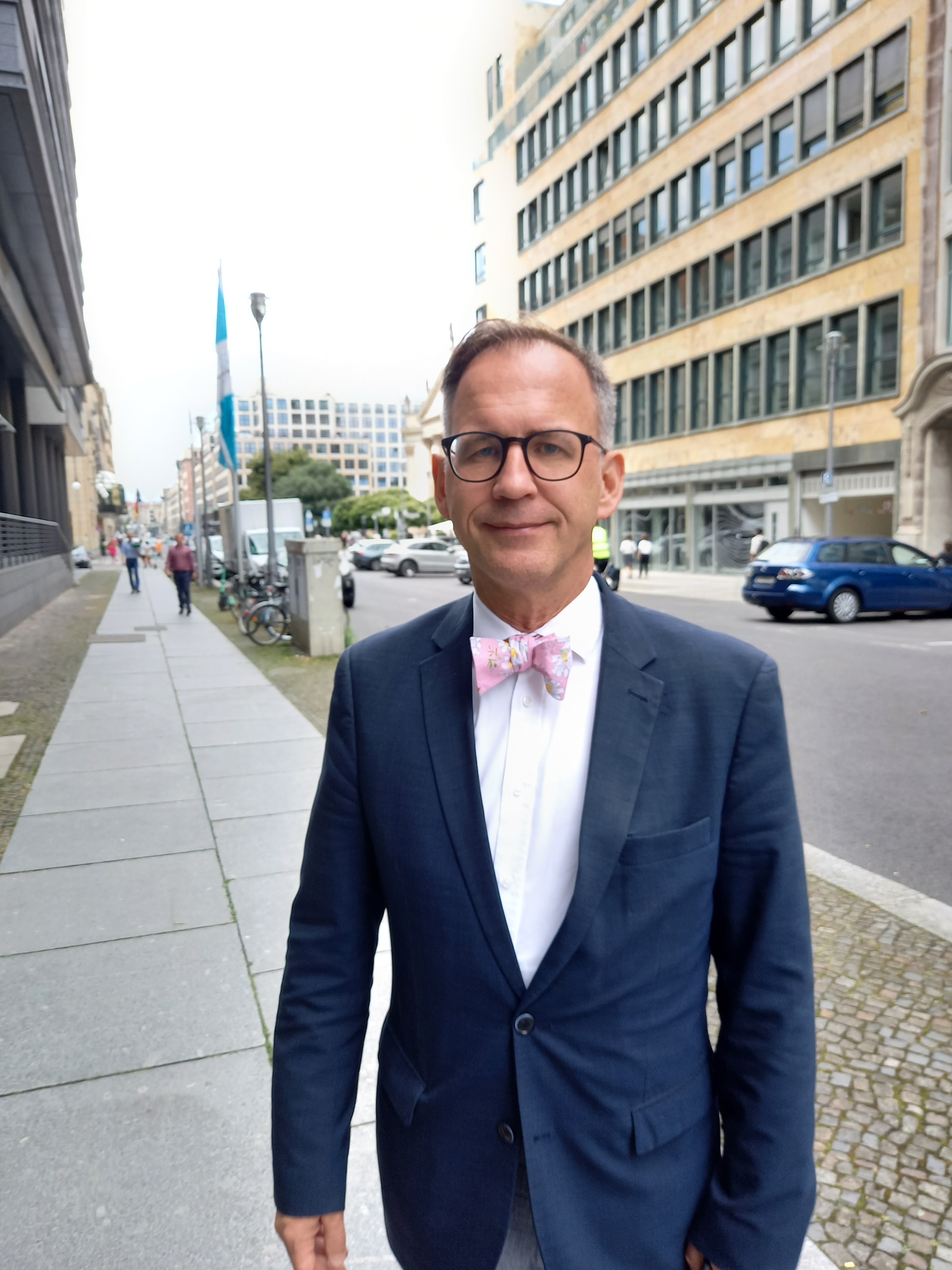
Helmut Metzner (2022)

Helmut Metzner (* 11. Dezember 1968 in Bamberg) ist ein deutscher Politiker (FDP). Seit 15. Juni 2022 ist er geschäftsführenden Vorstand der Bundesstiftung Magnus Hirschfeld.

## Leben
Metzner, 1968 als siebtes von neun Kindern geboren, legte 1988 das Abitur am E.T.A. Hoffmann-Gymnasium Bamberg ab und studierte Geschichte, Politische Wissenschaften und Philosophie in Bamberg und Erlangen.

### Beruflich
Ab 1999 war er für die Friedrich-Naumann-Stiftung für die Freiheit zunächst in Konstanz, dann in Potsdam-Babelsberg tätig und wurde persönlicher Referent des Vorstands.
Er leitete als Nachfolger von Stefan Kapferer ab 2004 die Abteilung „Strategie und Kampagnen“ der FDP-Bundesgeschäftsstelle, welche u. a. für die Bundestags- und Europawahlen aber auch für internationale Beziehungen zuständig war. Nach der Wahl wurde die Abteilung aufgespalten in die Abteilung „Dialog und Kampagnen“ sowie in die Stabsstelle „Politische Planung, Programm und Analyse“. Im Zuge dessen wurde Metzner am 1. Juli 2010 Büroleiter von Guido Westerwelle in der Bundesgeschäftsstelle sowie Leiter für „Internationale Beziehungen“ und war daher unter anderem auch für Kontakte zu den Europäischen Liberaldemokraten (ELDR) und zu den Liberalen Internationale zuständig. Er leitete bis zum 2. Dezember 2010 das Büro des FDP-Bundesvorsitzenden Guido Westerwelle in der Bundesgeschäftsstelle der FDP (heute Hans-Dietrich-Genscher-Haus).
Vom 1. April 2013 bis zum 15. März 2014 war er Pressesprecher der FDP Berlin und leitete ab dem 1. Dezember 2016 die Landesgeschäftsstelle der Partei. Ab 1. Januar 2021 war Helmut Metzner wissenschaftlicher Mitarbeiter und Politischer Berater der FDP im Abgeordnetenhaus von Berlin in den Bereichen Bildung, Jugend und Familie.
Von 2009 bis Mitte Juni 2022 war Metzner Vorstandsmitglied im Lesben- und Schwulenverband in Deutschland.
Im April 2022 wurde Metzner zum geschäftsführenden Vorstand der Bundesstiftung Magnus Hirschfeld gewählt und trat das Amt am 15. Juni 2022 an.

### Politisch
Das ehemalige CSU-Mitglied (1985–1988) trat am 1. April 1988 in die FDP ein und wurde ein Jahr später stellvertretender Kreisvorsitzender in Bamberg. Er war von 1995 bis 1997 stellvertretender Landesvorsitzender der FDP Bayern, 1998 bis 2000 Beisitzer im bayerischen Landesvorstand.
Metzner kandidierte bei der Bundestagswahl 1994 im Wahlkreis Bamberg und 2001 für das Berliner Abgeordnetenhaus im Wahlkreis Charlottenburg Nord. Bei der Bundestagswahl 2013 kandidierte Metzner im Berliner Bundestagswahlkreis 83 (Friedrichshain-Kreuzberg-Prenzlauer Berg Ost), wo er ein Erststimmenergebnis von 1,0 % erreichte.

## Kontroverse um Wikileaks
Nachdem die Internetseite WikiLeaks geheime Depeschen der US-Botschaft veröffentlicht hatte, die unter anderem vermeintlich geheime Informationen über die FDP enthielten, suchte die Partei nach der verantwortlichen Person. Am 2. Dezember 2010 nahm Metzner zum Zusammenhang zwischen ihm und der Berichterstattung über Wikileaks-Dokumente Stellung, worauf er von seiner Position als Büroleiter entbunden wurde. In den Depeschen stand, dass Metzner die US-Diplomaten unter anderem über den Fortgang der Koalitionsverhandlungen zwischen CDU, CSU und FDP nach der Bundestagswahl 2009 unterrichtet hatte. Er hatte an den Verhandlungen als Protokollant teilgenommen. Seit 2004 hatte Metzner auf Anfragen von Mitarbeitern der US-Botschaft Auskunft über strategische wie programmatische Vorhaben der FDP und Erfolgsperspektiven bei bevorstehenden Wahlen gegeben. Dies führte zu einer öffentlichen wie auch innerparteilichen Diskussion um den Charakter seines dienstlichen Kontakts zur Botschaft unter der Führung Phil Murphys. Metzner selbst wies Vorwürfe des Geheimnisverrats zurück: Er habe Botschaftsvertretern zu keiner Zeit Dokumente vertraulichen Inhalts ausgehändigt oder angeboten. Nach Erklärungen des Staatssekretärs Wolf-Ruthart Born hatte Metzner nach dem 1. Juli 2010 Zugang zu mindestens fünf vertraulichen Regierungsunterlagen, die dem Geheimschutz unterlagen.

## Veröffentlichungen
- Entwicklung und Organisation der fränkischen Liberalen vor dem Ersten Weltkrieg. In: Jahrbuch für fränkische Landesforschung, Erlangen 1997.
- Die Wirkung liberaler Ideen im fränkischen Raum des 19. Jahrhunderts. In: Arnd Kluge/Axel Herrmann (Hrsg.): Johann August Wirth (1798–1848). Ein Revolutionär aus Hof. Seine Person – seine Zeit – seine Wirkungen. Hof 1997.
- Verändern Medien die Inhalte der Politik? Symposium auf dem Hambacher Schloss. Konstanz 1999.
- Prädikat: Besonders wertvoll. Evangelische Akademien diskutieren über den Liberalismus. In: liberal. Vierteljahreshefte für Politik und Kultur. 42. Jahrgang, Heft 3, August 2000.
- Willy Lessing – Ein Bamberger Opfer des Nationalsozialismus. In: 136. Bericht des Historischen Vereins, Bamberg 2000.
- Auf den Bürger kommt es an. Leitlinien liberaler Kommunalpolitik. Hrsg. von Gerhard Söltenfuß, Steffen Hentrich, Helmut Metzner, Friedrich-Naumann-Stiftung für die Freiheit, Berlin 2013.